# 上州一ノ宮駅

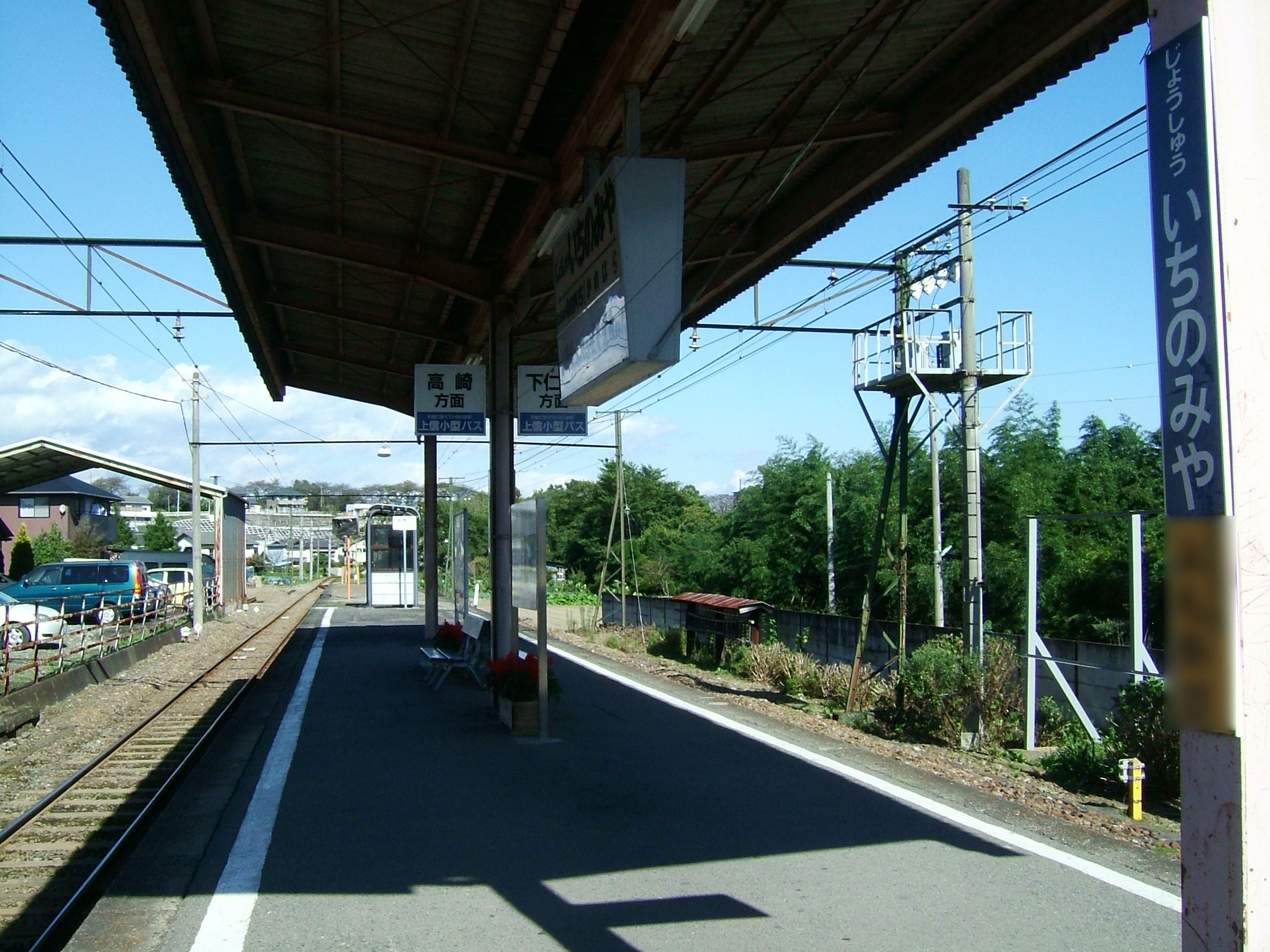
ホーム（2008年10月）

上州一ノ宮駅（じょうしゅういちのみやえき）は、群馬県富岡市一ノ宮にある上信電鉄上信線の駅。旧上野国の一宮である一之宮貫前神社の門前駅である。

## 歴史
- 1897年（明治30年）7月7日：一ノ宮駅として開業[1]。
- 1921年（大正10年）12月17日：上州一ノ宮駅に改称。
- 1934年（昭和9年）11月11日：陸軍特別大演習に併せ、一之宮貫前神社参拝のために昭和天皇が行幸した[2]。これに合わせ、駅舎を改修[3]。

## 駅構造
島式ホーム1面2線の地上駅で、木造駅舎を有する委託駅である。

### のりば
| 番号   | 路線    | 方向 | 行先       |
| ------ | ------- | ---- | ---------- |
| 駅舎側 | ■上信線 | 上り | 高崎方面   |
| 反対側 | ■上信線 | 下り | 下仁田方面 |

- 案内上ののりば番号は設定されていない。

## 利用状況
1日の平均乗車人員は以下のとおりである。
| 年度 | 1日平均人数 |
| ---- | ----------- |
| 2007 | 195         |
| 2008 | 196         |
| 2009 | 190         |
| 2010 | 178         |
| 2011 | 170         |
| 2012 | 182         |
| 2013 | 186         |
| 2014 | 179         |
| 2015 | 180         |
| 2016 | 174         |
| 2017 | 183         |
| 2018 | 192         |
| 2019 | 188         |
| 2020 | 132         |
| 2021 | 142         |
| 2022 | 151         |

## 駅周辺

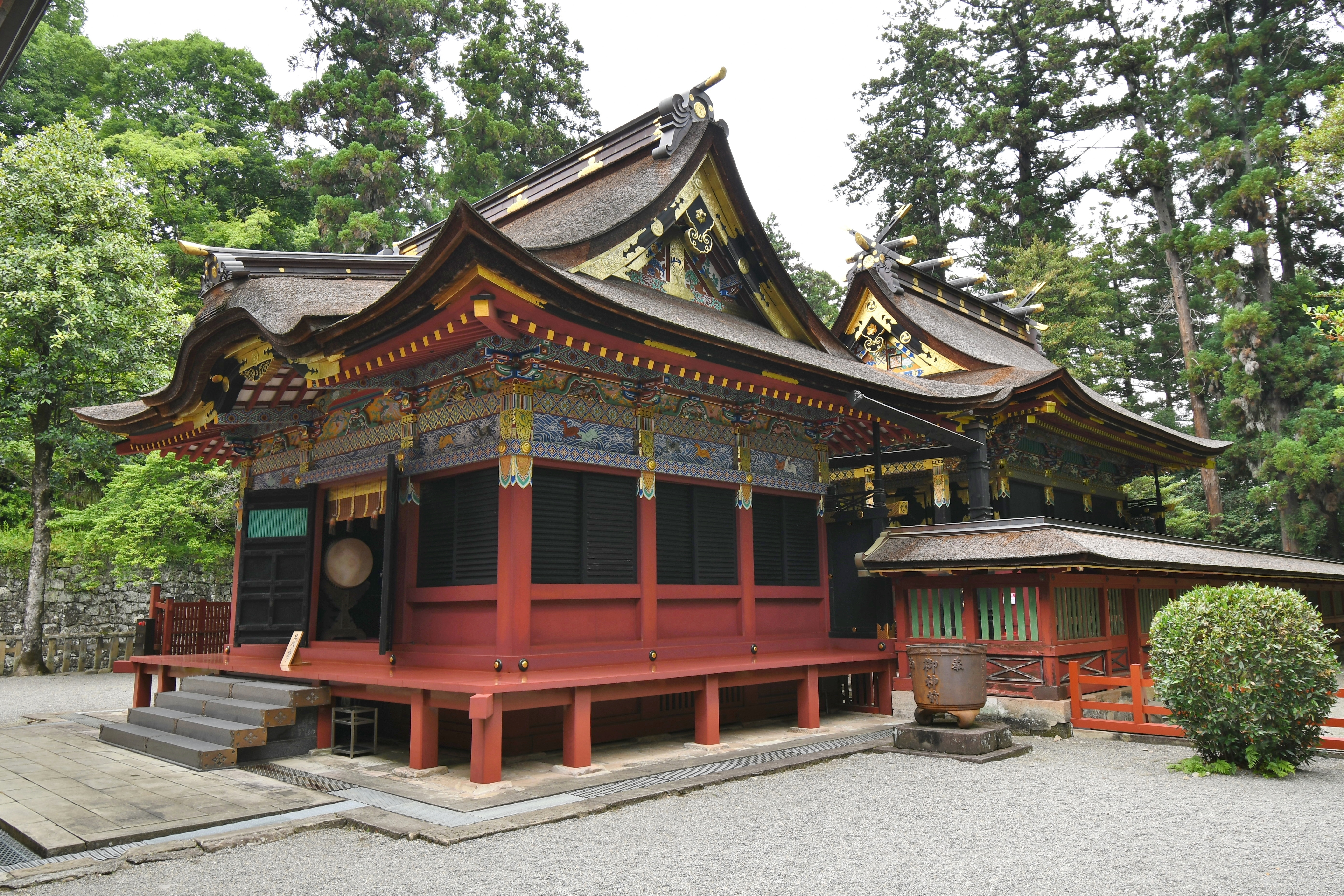
一之宮貫前神社 拝殿（左）と本殿（右奥）

- 一之宮貫前神社 - 駅より徒歩15分。
- 一ノ宮郵便局
- 富岡市市民体育館
- 田中貴金属工業富岡工場
- ヨコオ富岡工場
- 国道254号
- 群馬県道207号一ノ宮停車場線

## バス路線
- 最寄りのバス停名は「駅入口」で、駅から北側に約200メートルの位置にある。

| 停留所 | 系統   | 行先       | 運行会社     | 備考     |
| ------ | ------ | ---------- | ------------ | -------- |
| 駅入口 | 丹生線 | 岡部温故館 | 上信ハイヤー | 日曜運休 |
| 駅入口 | 丹生線 | 富岡駅     | 上信ハイヤー | 日曜運休 |

## 隣の駅
上信電鉄
■上信線
上州七日市駅 - 上州一ノ宮駅 - 神農原駅